# Lac Tinaroo
Le lac Tinaroo est un lac artificiel d'une superficie de 33,6 km2, sur le plateau d'Atherton, au nord du Queensland, en Australie. 

## Présentation
Le barrage qui retient l'eau a été construit entre 1953 et 1958 sur la Barron River, près de deux lacs naturels (lac Barrine et lac Eacham). Il mesure 41,5 m de hauteur.
Le lac permet, de fournir de l'électricité à la région avec une puissance fournie de 1,6 MW, d'irriguer 475 km2 de terre par 176 km de canaux, de fournir en eau les villes de Tinaroo, Walkamin, Mareeba, Kuranda, Mutchilba, Dimbulah et Yungaburra, de réguler le cours de la Barron River, de développer le tourisme avec 500 000 visiteurs annuels qui viennent pour la marche ou pour la pêche (barramundi, poisson-chat tandanus, etc.)